# Vlotbrug
Vlotbrug est un hameau néerlandais situé dans la commune de Hellevoetsluis en Hollande-Méridionale. Il a pris son nom d'un pont flottant présent ici dans le Canal de Voorne